# Vydūnas

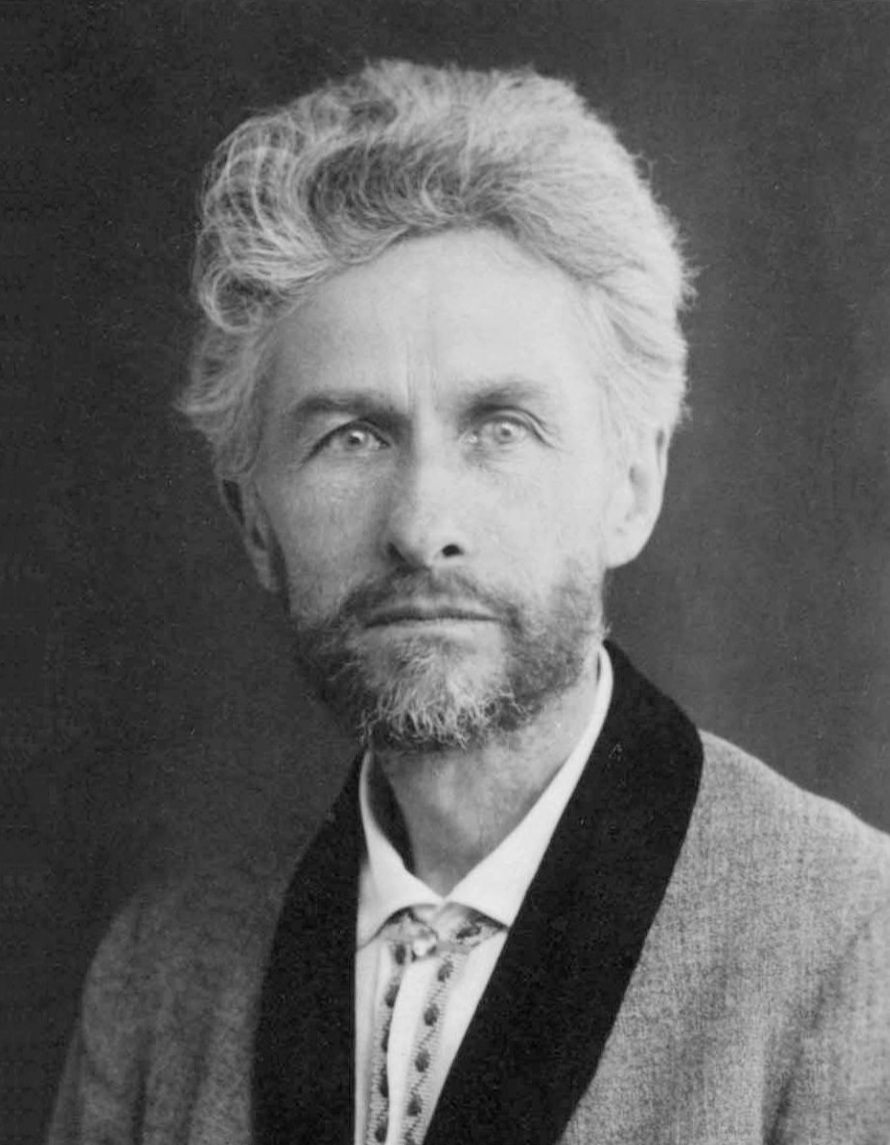
Vydūnas 1930

Vydūnas (bürgerlicher Name Wilhelm Storost, litauisch Vilius Storosta; * 22. März 1868 in Jonaten, Landkreis Heydekrug, Deutsches Reich (heute Jonaičiai, Rajongemeinde Šilutė, Litauen); † 20. Februar 1953 in Detmold, Deutschland) war preußisch-litauischer Lehrer, Dichter, Philosoph, Humanist und Theosoph.

## Leben
Wilhelm Storost entstammte einer seit vielen Generationen im Memelland ansässigen preußisch-litauischen Familie deutscher Prägung. Nach seiner Ausbildung zum Lehrer an der Präparandenanstalt in Pillkallen (1883–1885) und am Lehrerseminar in Ragnit (1885–1888) war Vydūnas von 1888 bis 1892 als Lehrer in Kinten (heute litauisch Kintai) an der dortigen Volksschule angestellt. In dem Kintener Schulhaus befindet sich heute ein Vydūnas-Museum. 1892 wechselte er an die Knabenschule in Tilsit (heute russisch Советск Sowetsk), wo er bis 1912 tätig war. Er unterrichtete Deutsch, Französisch und Englisch, aber auch Litauisch und Sport. Im Jahre 1912 schied er aus dem Schuldienst aus, um sich philosophischen Studien zu widmen. In Tilsit leitete er den litauischen Chor und schrieb selbst zahlreiche Lieder ebenso wie Theaterstücke, die von seinem Laientheater aufgeführt wurden. Ab 1933 arbeitete er in Memel (heute litauisch Klaipėda) an der dortigen Musikschule.
Von 1913 bis 1919 studierte er als Gasthörer an den Universitäten Greifswald, Halle, Leipzig und Berlin. In den Jahren 1918/1919 unterrichtete er Litauisch am Seminar für Orientalische Sprachen in Berlin, dessen Direktor der berühmte Orientalist Eduard Sachau war.

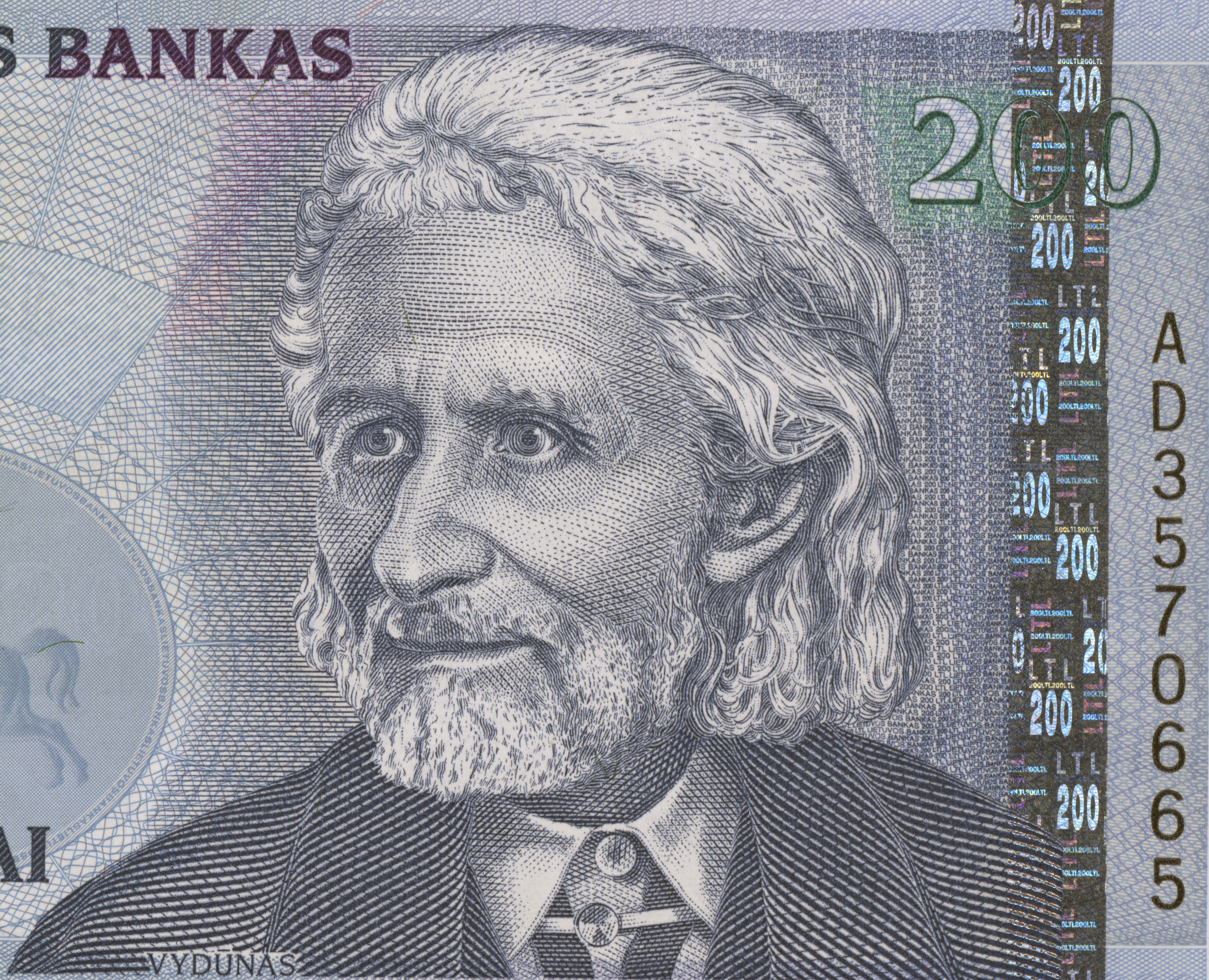
Ausschnitt der 200 LTL Banknote

Infolge der russischen Luftangriffe auf Tilsit im Jahre 1944 floh Vydūnas zunächst auf das Gut Powarben im Samland, um weniger gestört arbeiten zu können. Zugleich unterrichtete er die Kinder des Gutsbesitzers Paul Gerhard Goertz. Nach einigen Monaten in Flüchtlingslagern fand Vydūnas nach dem Krieg seine neue Heimat in Detmold, wo er 1953 im Alter von 84 Jahren starb. 1991 wurde sein letzter Wille erfüllt durch Überführung seiner sterblichen Überreste nach Litauen. Sein Grab befindet sich heute in Bitenen (auch Bitthenen, litauisch Bitėnai) in unmittelbarer Nähe des heiligen Bergs der Litauer, des Rambynas, der direkt an der Memel zwischen Tilsit und Ragnit liegt.
Storost war mit der Deutschen Klara Füllhase verheiratet, die am 28. November 1937 in Tilsit starb.
Vydūnas war bis Ende 2014 auf der 200-Litas-Banknote abgebildet.

## Wirken
Eine schwere Krankheit (Schwindsucht) hatte ihn früh zu der Überzeugung gebracht, Körper und Seele müssten im Gleichgewicht sein. In der Folgezeit entwickelte er zahlreiche Gedanken und Schriften für ein geistig erfülltes Leben, als dessen Grundlage er den Humanismus sah. Vydūnas hatte großes Interesse an der indischen Kultur und übersetzte 1946 die „Bhagavad Gita“ als Erster ins Litauische. Während eines Aufenthaltes in Leipzig trat er um 1900 der dortigen Theosophischen Gesellschaft bei. Zudem gründete er 1902 selbst eine theosophische Gesellschaft in Tilsit und brachte ab 1905 die theosophische Zeitschrift „Saltinis“ heraus.
Seine heutige Bekanntheit in Litauen beruht jedoch mehr auf seiner Tätigkeit für die Wiederbelebung litauischer Kultur, insbesondere der Volkslieder und der alten bäuerlichen Traditionen. In seinem Buch „Sieben hundert Jahre deutsch-litauischer Beziehungen“, das in erster Auflage im Jahre 1932 in Tilsit erschien, schrieb er: „Es klang und klingt der deutsche Chorgesang. […] Es singt im deutschen Lied die deutsche Menschenseele. […] Im Elternhaus war so viel gesungen und musiziert. So viele schöne deutsche Lieder waren da erklungen.“
Das genannte Buch wurde von der nationalsozialistischen Verwaltung 1933 wegen seiner Idee der Völkerverständigung und seiner distanzierten, wiewohl auf Toleranz bedachten Einstellung zum Deutschtum verboten. 1938 wurde er – im Alter von 70 Jahren – für zwei Monate ins Gefängnis gesteckt, aufgrund von Protesten aber wieder freigelassen.
Seine Arbeit und deren öffentliche Wahrnehmung stand zeitlebens im Spannungsfeld zwischen der litauischen und der deutschen Nationalbewegung. Dabei war er auf einen Ausgleich beider Interessen bedacht und versuchte auf Kooperation, statt auf Konfrontation hinzuwirken. In einem Werk von 1932 schreibt er: „Jedes Volkstum ist zunächst eine andere Art (Form und Gehalt) des Menschentums. Von einer Höher- oder Geringerbewertung des einen oder anderen muß darum abgesehen werden.“ Aber auch auf Seite 416: „„In seinem ganzen Gehalt ist doch das Deutschtum dem Litauertum in vieler Beziehung weit überlegen.““
Zu seinem Pseudonym Vydūnas bemerkt sein Großneffe Jürgen Storost: „Viktor Falkenhahn, ein früher Freund, Schüler und Mitarbeiter von Vydūnas, berichtet in einem Gespräch, daß er zu dieser Namensproblematik Vydūnas einst direkt befragt habe. Vydūnas habe daraufhin geantwortet, daß er in anthroposophischer Absicht das Gegenteil eines litauischen ‚pavydūnas‘, eines Neiders, Neidhammels, Mißgönners, einer eifersüchtigen Person sein wollte, also ein Mensch, ‚der allen alles Gute gönnt‘.“

## Rezeption
Rose Bittens-Goldschmidt schrieb 1980: „Storost ließ die alte litauische Kultur vor seinen Schülern entstehen und verband sie aufs Schönste mit der preußischen und der deutschen. In der Musik brachte er ihnen ebenso die alten schönen Dainos [die litauischen Volkslieder] nahe, wie auch den Liederschatz der deutschen Romantik.“

Im Vorwort der in Chicago im Jahre 1982 erschienenen zweiten Auflage von „700 Jahre...“  schreibt Vytautas Mikunas: „Durch seine Bildung ist er [Vydūnas] zweifellos ein Mensch der deutschen Kultur.“ In dieser zweiten Auflage findet sich als Nachwort ein Beitrag des Baltisten Viktor Falkenhahn mit der Überschrift „Erinnerungen und Ansichten eines Deutschen“, in dem es heißt: „Vydūnas sah und erkannte in der Tiefe des Deutschtums ganz spezielle höchste Werte des Menschentums, die sich in vielen genialen Deutschen wie Meister Eckehard, Goethe, Schiller, Thomas Mann und anderen ankündigten, Werte, auf die das Baltentum in seiner Tiefe zur Ergänzung und damit Vervollkommnung seines eigenen, spezifischen hohen, doch infolge seiner uralten tiefen Naturverbundenheit andersartigen Menschentums wartete.“

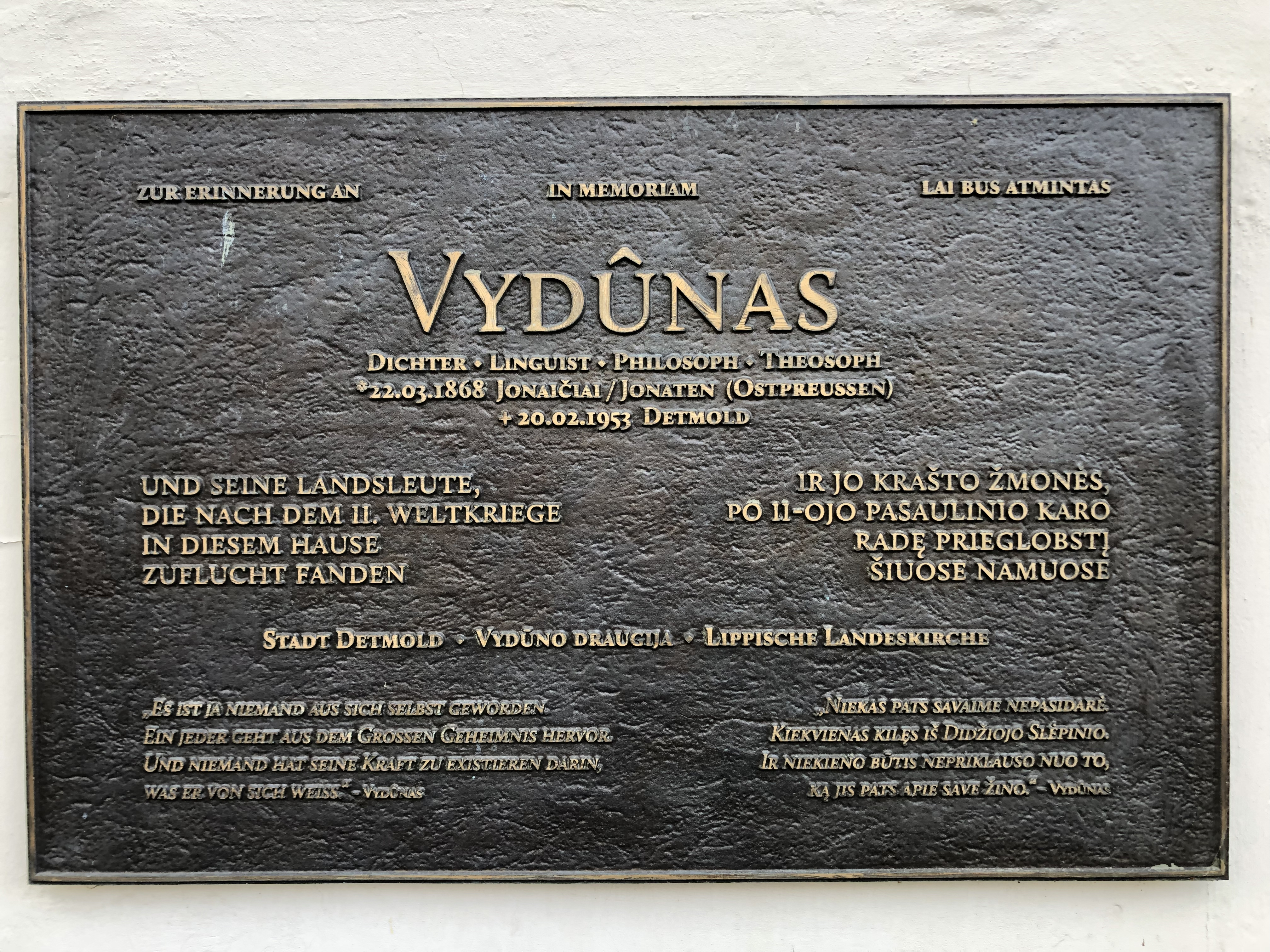
Gedenktafel für Vydūnas

## Tod
Am 20. Februar 1953 starb Vydūnas in Detmold im Alter von 84 Jahren.